# Kronach (Haßlach)
Die Kronach ([ˈkʁoːnax] ) ist ein etwa acht Kilometer langer Fluss im oberfränkischen Landkreis Kronach. Sie entsteht aus dem Zusammenfluss von Kremnitz und Grümpel und mündet in Kronach in die Haßlach. Erstmals erwähnt wurde sie im 15. Jahrhundert unter dem Namen „Cranach“.

## Name
Der Name besteht aus dem Grundwort -aha für 'Fließgewässer' und dem althochdeutschen Wort krano für 'Kranich'.

## Geographie

### Quellbäche

#### Kremnitz
Die Kremnitz ist der 19,7 km lange rechte Oberlauf der Kronach und bildet zusammen mit ihrem Oberlauf Finsterbach und der Kronach den hydrologische Hauptstrang des Flusssystems Kronach.
Sie entspringt nordöstlich von Reichenbach und durchfließt die Orte Geschwend und Gifting, bis sie sich südlich von Wilhelmsthal mit der Grümpel vereinigt.

#### Grümpel
Die Grümpel ist der etwa 12,5 km lange linke Oberlauf der Kronach und ist hydrografisch betrachtet ein Zufluss von deren Hauptstrang Finsterbach→Kremnitz→Kronach.
Sie entspringt südlich der Gemeinde Tschirn und fließt durch Effelter und Wilhelmsthal; südlich von Wilhelmsthal vereinigt sie sich mit der Kremnitz zur Kronach.

### Verlauf
Die Kronach entsteht durch den Zusammenfluss von Kremnitz und Grümpel südlich von Wilhelmsthal. Sie fließt zunächst in südlicher Richtung durch die Orte Steinberg und Friesen. Von dort aus läuft sie in südwestlicher Richtung durch Dörfles nach Kronach, wo sie nach insgesamt acht Kilometern von links in die Haßlach mündet.

### Zuflüsse
Direkte und indirekte Zuflüsse:
- Fließgewässer im Flusssystem Kronach

Direkte Zuflüsse:
- Kremnitz (rechter Oberlauf) 19,7 km, bei Wilhelmsthal, 356 m ü. NN
- Grümpel (linker Oberlauf) 12,5 km, bei Wilhelmsthal, 356 m ü. NN
- Eibensbach (links), Wilhelmsthal-Steinberg, 350 m ü. NN
- Tiefenbach (links), Wilhelmsthal-Steinberg, 348 m ü. NN
- Trebesbach, (rechts), Wilhelmsthal-Steinberg, 348 m ü. NN
- Remschlitz (links), Kronach-Friesen, 329 m ü. NN
- Hainbach (rechts), Kronach-Dörfles, 325 m ü. NN

### Flusssystem Haßlach
- Fließgewässer im Flusssystem Haßlach